# Métropole d'Ioannina

Cathédrale Saint-Athanase à Ioannina.

La métropole de Ioannina (en grec byzantin : Ιερά Μητρόπολις Ιωαννίνων) est un évêché du Patriarcat œcuménique de Constantinople provisoirement autorisé à participer à la vie synodale de l'Église orthodoxe de Grèce. Son siège est à Ioannina, la capitale de l'Épire. Son ressort s'étend sur le district régional de Ioannina, hormis les confins montagneux avec l'Albanie qui relèvent de la métropole de Dryïnoupolis, Pogoniani et Konitsa.

## La cathédrale
- C'est l'église Saint-Athanase de Ioannina.

## Les métropolites
- Maxime (né Papagiannis) depuis 2014.
- Théoclète (né Sétakis à Thessalonique en 1930) de 1975 à 2014.

## L'histoire
L'existence d'un siège épiscopal à Ioannina est attestée en 879 par une souscription sur les actes d'un concile tenu à Constantinople.
Au XIVe siècle, l'empereur byzantin Jean IV Cantacuzène soustrait l'évêché de Ioannina (et quatre autres évêchés d'Épire centrale) à la métropole d'Arta et de Naupacte. Il l'érige en métropole et lui donne les quatre évêchés comme suffragants.

## Le territoire
Il compte 247 paroisses dont :
- Ioannina (7 paroisses)
  - Saint-Athanase
  - Sainte-Marina
  - Saint-Nicolas

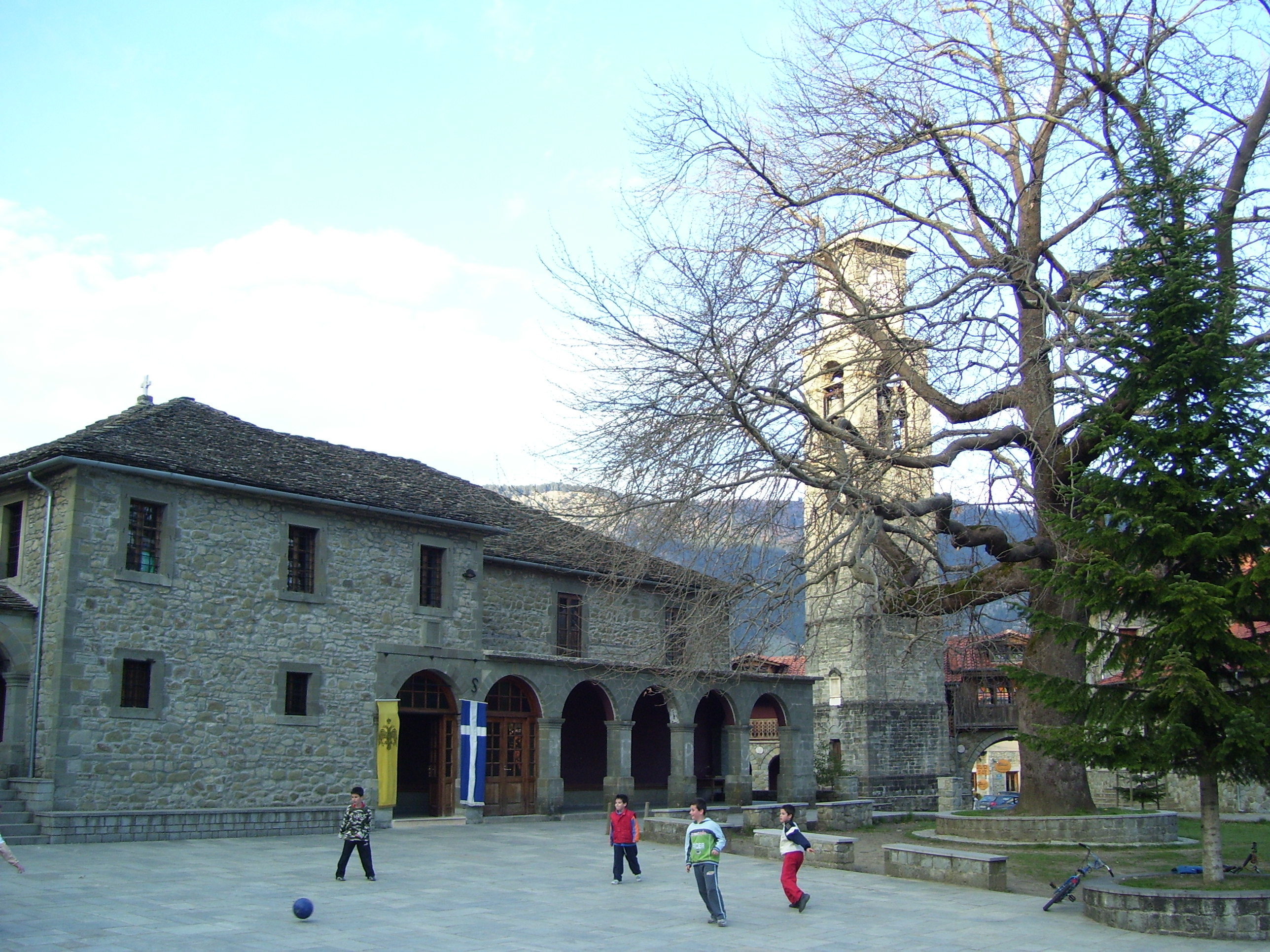
L'église Sainte-Parascève de Metsovo

  - Dormition de la Mère de Dieu (d'Archimandrion)
  - Dormition de la Mère de Dieu (de Périvleptos)
  - Saint-Nicolas (de Kopana)
  - Saint-Jean Bonila
- Metsovo (2 paroisses)
  - Sainte Parascève
  - Saint-Démétrios

## Les monastères

### Monastères d'hommes
- Monastère de Vellas
- Monastère de Votsas
- Monastère de Romanon
- Monastère de Paliouri
- Monastère de Tsoukas
- Monastère Saint-Pantéléïmon de l'île Éléoussi

### Monastères de femmes
- Monastère de Kastritsi
- Monastère Saint-Nicolas de Metsovo

## Les solennités locales
- La fête de saint Georges de Ioannina, néomartyr en 1838, le 17 janvier et le 26 octobre (invention des saintes reliques).
- La fête de saint Nicolas de Metsovo 1617, néomartyr, le 17 mai.

## Les sources
- (el) Le site de la métropole : http://www.imi.gr
- Diptyques de l'Église de Grèce, éditions Diaconie apostolique, Athènes (édition annuelle).